# Guerillový marketing

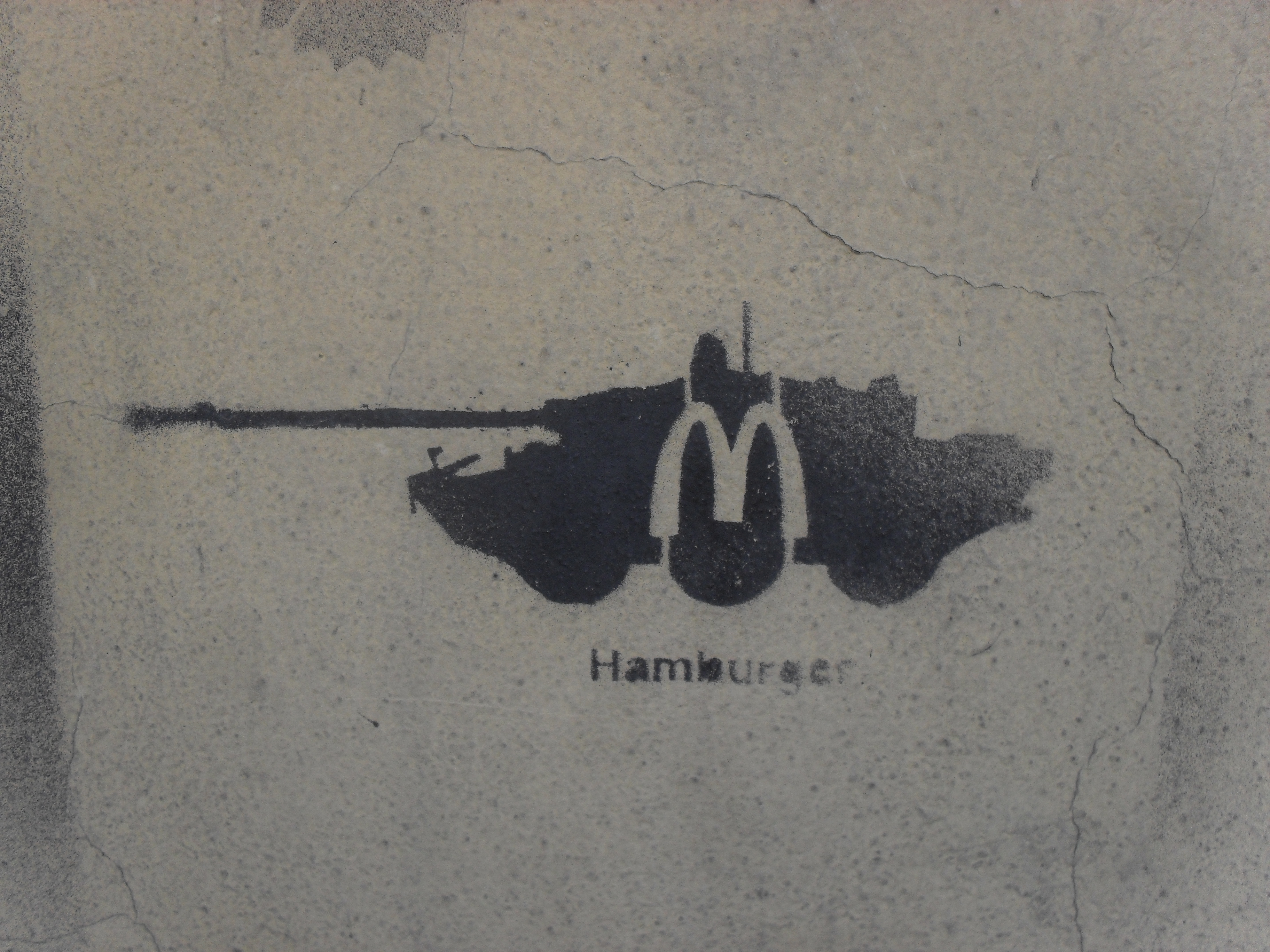
Guerillový marketing pro McDonald's. Sprejování tančíků s logem po celém městě.

Guerillový marketing je nekonvenční forma propagace s cílem vzbuzení maximálního zájmu za použití omezeného rozpočtu. Těchto cílů je dosahováno pomocí nástrojů guerillového marketingu. Výhodou guerillového marketingu je jeho jednoduchost, využití práce s psychologií, schopnost na sebe poutat sekundární publicitu. Základem je tedy originální nápad, který je kreativně zpracován s použitím nekonvenčních nástrojů (např. medií, venkovních reklam).

## Historie a význam
Již první česká kniha o reklamě autora Z. Šindlera (Moderní reklama, 1906) popisuje reklamní kampaně ve stylu guerillového marketingu. Nazývá je pojmem americká reklama. Šindler v knize nabádá, aby české firmy tento typ propagace nedělaly.
Guerillový marketing začal být populární ve Spojených státech na konci 70. let 20. století. Před touto dobou byla reklama spojena především s velkými finančními rozpočty, rozsáhlou medializací a snadno zapamatovatelnými hesly či hudebními melodiemi. V roce 1984 vydal Jay Conrad Levinson, bývalý kreativní ředitel Leo Burnett, knihu Guerrilla Marketing, popisující nekonvenční marketingové nástroje používané v případech extrémně nízkých finančních možností. Od osmdesátých let je guerillový marketing využíván malými společnostmi, stejně jako velkými firmami, jež si uvědomují velký potenciál kreativního marketingu.
S guerillovým marketingem přišly firmy, které byly odkázané na nízký reklamní rozpočet, před několika lety.[kdy?] Tyto firmy chtěly inovativními metodami s ohledem na výši rozpočtu vytvořit efektivní způsob, jak oslovit spotřebitele. Vznikly prvotní aktivity, ke kterým patřilo například polepování jablek logem firmy, inzerováním produktů na zadních částech vstupenek nebo vlajkách umístěných na golfových hřištích. Tyto aktivity, byly součástí strategie a spočívaly v tzv. „přepadení“ spotřebitele informací produktu na takových místech, kde je nečeká, což je hlavní myšlenkou guerillového marketingu.
Lze tedy říct, že guerillový marketing používají firmy především v situaci, kdy nemají dostatek sil, respektive finančních prostředků na boj s konkurencí v přímém boji (v rámci klasických nástrojů marketingu). Avšak nedostatek sil nemusí být klíčovým aspektem pro firmu, která využívá guerillový marketing. Např. velká česká společnost Vodafone v roce 2007 provedla úspěšnou guerillovou kampaň s falešnými sobími parohy, které umístila na telefonní budky, následovalo ale upozornění od Rady pro reklamu, proto je poté musela stáhnout. Dostala se nicméně do médií a povědomosti veřejnosti a potvrdila tak, že i velké společnosti dokážou efektivně využít tento typ marketingové komunikace.

## Pravidla guerrillového marketingu

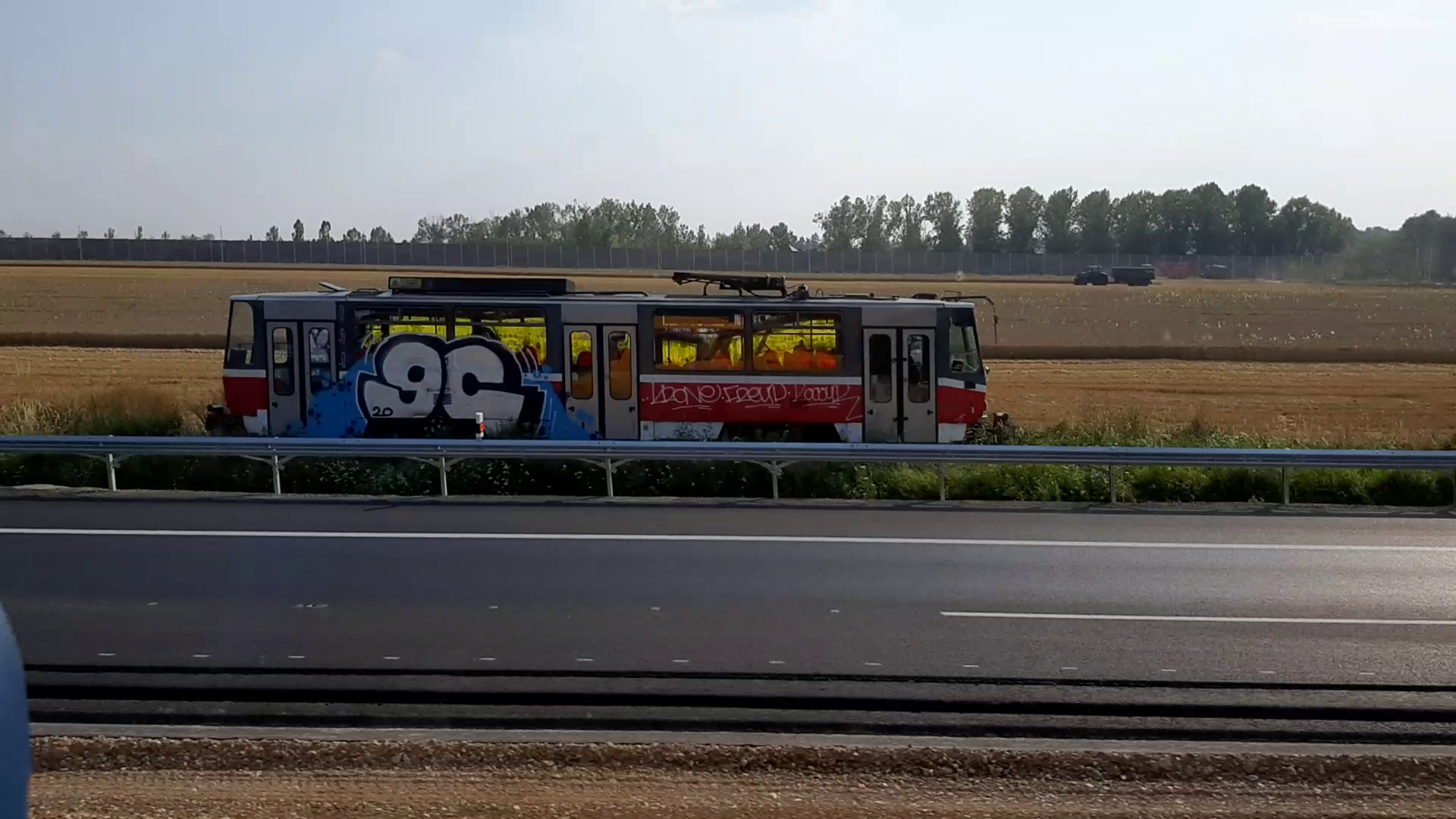
Odstavená tramvaj T6A5 v ochranném pásmu dálnice D1 u Průhonic. Tramvaj byla údajně zakoupena společností Domo Development, která má v úmyslu v okolí dálnice vybudovat obchodní zónu. Příklad guerillového marketingu.

Dle Levinsona (2009) je dobré pro oblast guerillového marketingu se v praxi držet pravidel, které označuje jako šestnáct velkých tajemství guerillového marketingu a vytváří tak potenciální konkurenční výhodu oproti firmám, které sice praktikují guerillový marketing, ale neřídí se těmito pravidly:
1. Musíte být ve svém marketingovém programu vytrvalí.
2. Uvažujte o svém marketingu programu jako o investici.
3. Dohlédněte na to, aby se váš program dodržoval důsledně a byl konzistentní.
4. Usilujte, aby vaši potenciální zákazníci měli důvěru ve vaši firmu.
5. Abyste dosáhli toho, že vaši pracovníci budou věrně dodržovat marketingový plán, musíte mít trpělivost.
6. Musíte si uvědomit, že v marketingu jde o výběr „zbraní“.
7. Musíte si uvědomit, že zisk přichází v důsledku prodeje.
8. Vaším cílem musí být vést firmu tak, aby to vyhovovalo zákazníkům.
9. Ve svém marketingu nezapomínejte na prvek překvapení.
10. Nezapomeňte posuzovat efektivitu svých marketingových zbraní na základě exaktních měření.
11. Prokazujte svůj zájem o zákazníky i potenciální klienty pravidelným kontaktem.
12. Naučte se spoléhat na ostatní firmy a naopak.
13. Musíte být zruční v zacházení s výzbrojí guerillového marketingu, což znamená především znalost technologií.
14. Využívejte marketing k tomu, abyste získali souhlas potenciálních klientů s vašimi marketingovými postupy, a pak tento souhlas rozšiřte až k samotnému prodeji.
15. Prodávejte spíš obsah své nabídky než formu, prodávejte steak a k tomu i prskání, protože lidé jsou dostatečně orientovaní, než aby koupili samotné prskání bez steaku.
16. Když připravíte plně vyzrálý marketingový program, snažte se jej rozšiřovat, nespočiňte na vavřínech.

## Současnost
V současnosti představuje guerillový marketing agresívní a útočnou marketingovou strategii, jejímž požadavkem je, aby se výsledky dostavily rychle a byly viditelné. Guerillový marketing bojuje s konkurencí pomocí rychlých výbojných akcí, uskutečněných na nečekaném místě. Svými technikami umožňuje vyvolat rozruch a zvýšenou pozornost.
Guerillový marketing bývá často propojován s virálním marketingem, kdy dochází např. k přeposílání snímků z guerillové akce mezi spotřebiteli. Virální efekt tak tímto způsobem násobí efekt guerillové akce. Virální marketing ale nerovná se automaticky guerillový a naopak. Dobře odvedená guerillová kampaň se většinou sama virálně šíří mezi vybranou cílovou skupinou. Tento efekt by ale neměl být hlavním předpokladem při jejím plánování. Guerillová reklama bývá někdy označována jako útočná nebo dokonce agresívní. Jejím účelem je oslovit vybranou cílovou skupinu v jejím přirozeném prostředí maximálně originálním způsobem. Pokud se podaří tyto cíle naplnit, je vysoce pravděpodobné, že se oslovení spotřebitelé o svůj zážitek podělí na svých sociálních sítích. Kampaň tak získá virální potenciál. Vždy se ale bude jednat až o druhotný efekt, který se obvykle dostaví v případě dobře odvedené práce na kampani. S možností virálního šíření guerillových i jiných reklamních aktivit souvisí i pečlivé zvážení možných rizik. Dobře i špatně odvedená kampaň dokáže navždy změnit vnímání jejího zadavatele, a to nejen mezi původní cílovou skupinou. Jakýkoliv komunikační přešlap spotřebitelé tvrdě vytrestají a prostřednictvím sociálních médií naservírují svým přátelům. Bude tak sice splněn předpoklad virálního šíření kampaně, ale s přesně opačnými důsledky, než s jakými zadavatel počítal.
Guerillový marketing je vhodný nástroj právě pro zvýšení povědomí a efektivitě daných reklamních sdělení. Zapojení guerillového marketingu do kampaně určené k prezentaci produktů představuje účinný prostředek pro odlišení se od konkurence a je tedy i způsobem prezentace produktů. Jestliže se firma rozhodne pro kampaň založenou pouze na guerillovém marketingu, pro efektivnost je potřeba upoutat pozornost médií a díky tomu zasáhnout širší spektrum spotřebitelů. Nicméně pro zachování efektivnosti je zde důležité, aby se guerillová kampaň dostala ke spotřebitelům z cílové skupiny, na kterou je produkt zaměřen. Pokud guerillová kampaň neosloví cílovou skupinu, bude výsledný efekt z ní plynoucí pro společnost neuspokojivý.

## Taktika guerillového marketingu
Podle Frey (2008) je nejosvědčenější taktikou guerillového marketingu:
1. Udeřit na neočekávaném místě.
2. Orientovat se na přesně vytipované cíle.
3. Co nejdříve se stáhnout zpět.

## Principy guerillového marketingu
Guerillový marketing má pevné principy, které umožňují marketérům vytvořit efektivní kampaně s rozsáhlým dopadem na cílovou skupinu. Marketingová kampaň by měla být:
- nečekaná
- drastická
- humorná
- krátkodobá
- levná
- s dobrou vůlí

## Typy guerillového marketingu
- Astroturfing
- Virální marketing
- Undercover marketing
- Tissue-packing advertising
- Wild posting
- Ambient marketing
- Presence marketing
- Alternative marketing
- Experiential marketing
- Presume marketing
- Ambush marketing

## Nástroje guerillového marketingu
- Minimédia
- Maximédia
- Atributy společnosti
- Informační média
- Marketing mimo média